# Valentin Debise
Valentin Debise, né le 12 février 1992 à Albi, est un pilote de vitesse moto et d'endurance français.

## Biographie
Vainqueur du Championnat français 2008 en 125 cm3, il a également participé au championnat du monde Supersport et au championnat français Supersport. Il a terminé 2e du Championnat français Supersport en 2013.
En 2016, il est engagé en Championnat supersport MotoAmerica (en) où il pilote une Suzuki GSX-R600.
2020 sonnait le retour de Valentin  en championnat de France Superbike sur une Kawasaki de la petite équipe du Twist Ring Racing. 
Il a été titré deux fois d'affilée champion de France Supersport en 2021 et 2022, il se battait ces 2 années-là pour le titre en championnat de France Superbike où il échouera à la seconde place pour quelques points. Ainsi qu'en 2021 il faisait en plus du championnat de France le championnat IDM dans les mêmes conditions: Supersport et Superbike.

## Saisons actives

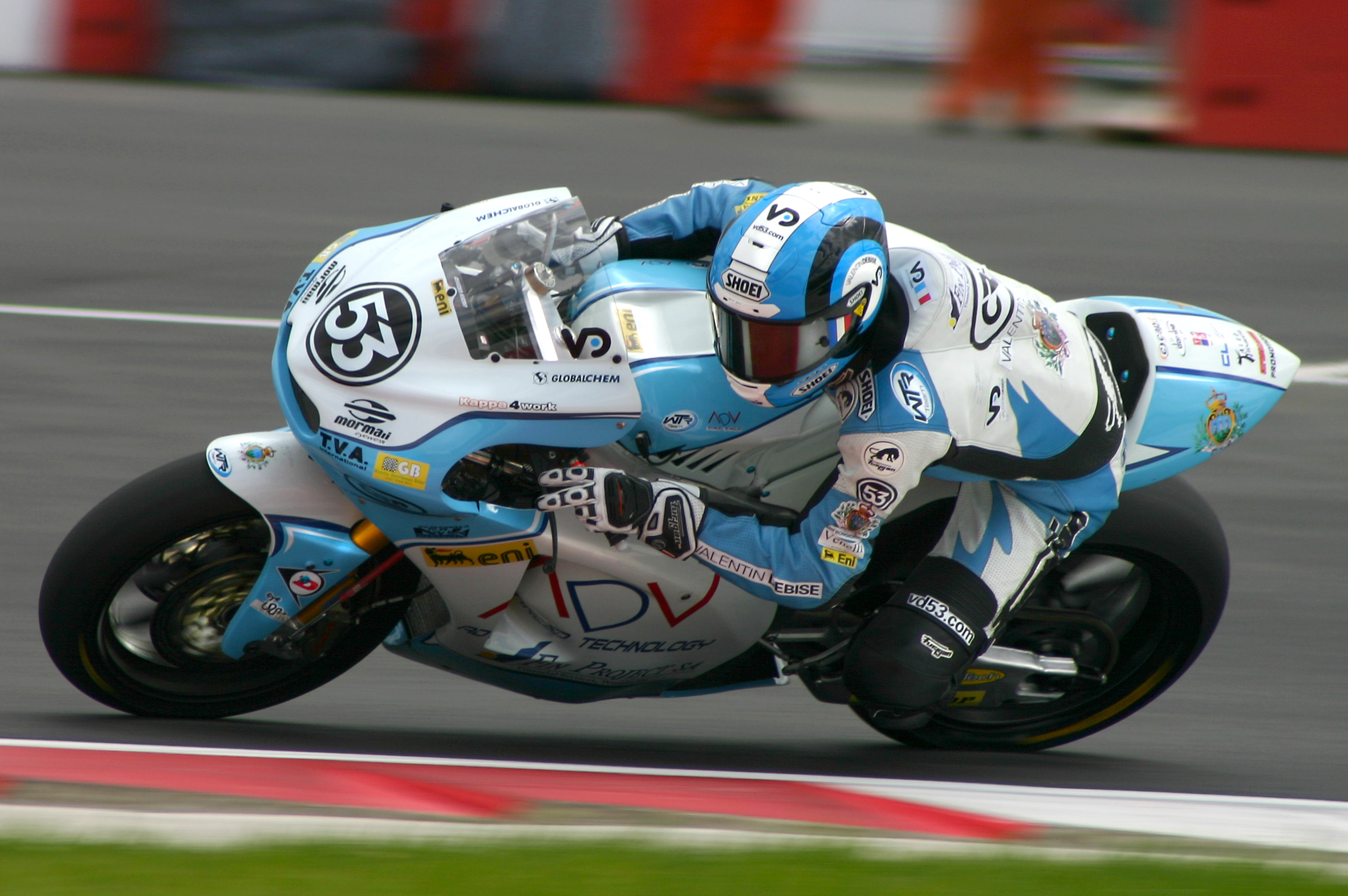
Valentin Debise à Silverstone en 2010

- 4e du championnat du monde Supersport en 2024
- 5e du championnat du monde Supersport en 2023
- Champion de France Supersport en 2021 et 2022
- 2e du championnat de France Superbike en 2021 et 2022
- 3e du championnat de France Superbike en 2020
- 3e du championnat Supersport "MotoAmerica" en 2016
- 6e du championnat de France Supersport en 2015
- 7e du championnat de France Supersport en 2014
- Vice champion de France supersport en 2013
- Vice champion du monde d’endurance (Stocksport) et 28e du Championnat du monde de Supersport en 2012
- Championnat du monde Moto2 en 2010 et 2011
- Championnat du monde 250 cm3 en 2009
- Champion de France 125 cm3 en 2008
- Vice champion de France 125 cm3 Cadet en 2007
- Championnat de France 125 cm3 en 2006
- Championnat d'Espagne en catégorie 80 cm3 en 2005
- Championnat d’Espagne 70 cm3 en 2004

Source